# Kamenný most (Hradec Králové)
Kamenný most (nazýván také Kameňák nebo most na Pláckách) je secesní železobetonový silniční most v Hradci Králové spojující místní části Věkoše a Plácky.

## Historie
Na místě dnešního mostu stál od konce 18. století dřevěný mostek. Ten již nevyhovoval dobovým parametrům a byl zbourán během regulačních prací na Labi roku 1907. Přes tento mostek vedla ústupová cesta rakouské Severní armády.
Projektace nového mostu byla zadána Františku Sanderovi v roce 1910. Práce vykonávala firma Františka Jiráska z Hradce Králové. Most byl zkolaudován 28. dubna 1912. Na konci druhé světové války byl podminován Německými vojsky. Také proto bylo postaven dřevěný most kus nad tímto mostem. Miny byly odstraněny a ke zničení mostu nedošlo (údajně však jedna z min spadla do Labe a nikdy nebyla vylovena).
3. května 1958 byl most zapsán do seznamu kulturních památek. Během kontroly mostu v roce 1969 byl stav mostu popsán jako špatný. Na mostu se objevovaly trhliny a zmizelo i ozdobné kování. Byl omezen provoz na mostě. V letech 1997 až 1998 byla provedena oprava mostu, která stála 7 milionů korun.

## Popis
Most je postaven z železobetonu. Má jeden nízký segmentový oblouk. Zábradlí je plné, z umělého kamene. Na vjezdech se opticky rozevírá širokými konvexními křivkami s nevysokými vstupními pylony na soklech, složených z prstencových článků. Zábradlí zdobí ozdobné koule z umělého kamene.
Most je široký pouze 5 metrů a provoz je tedy pouze jednosměrný. Povrch mostu byl postaven ze žulové dlažby a kamenných obrubníků. Na mostě byly vytvořeny dva malé chodníky a jednoproudá vozovka.

## Galerie

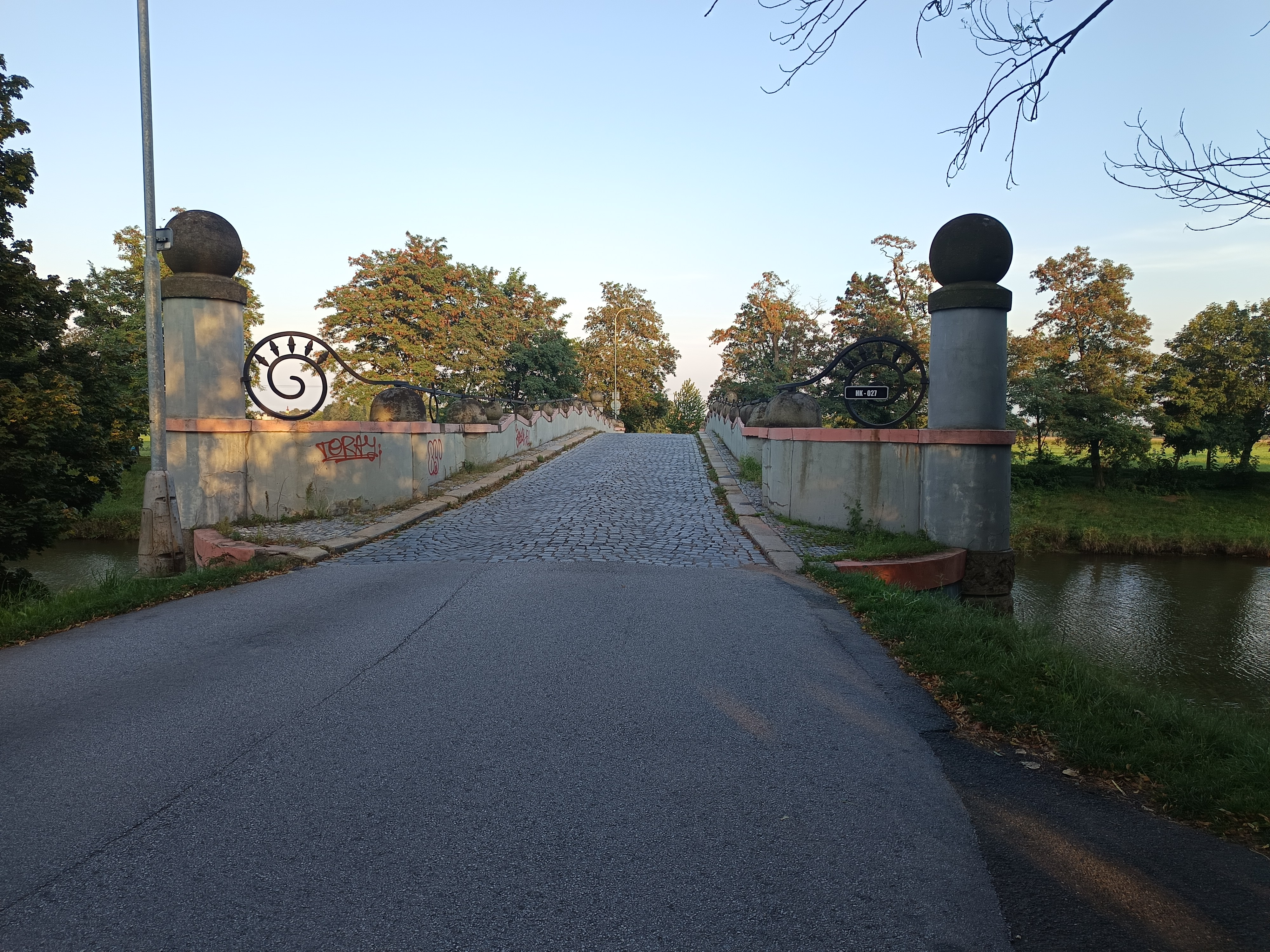